# Am Kütertor 2/3 (Stralsund)

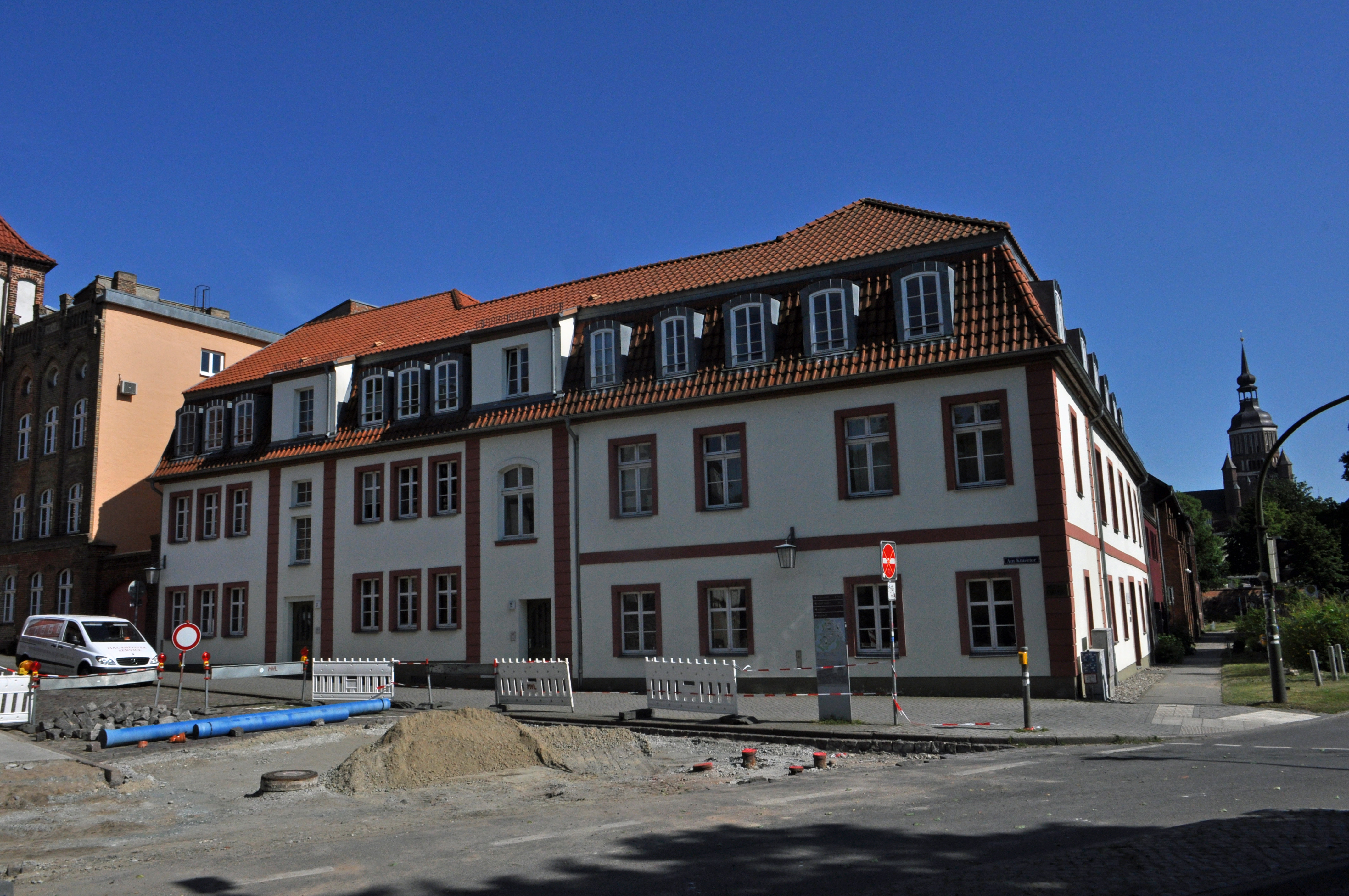
Der Gebäudekomplex Am Kütertor 2/3 in Stralsund (2014)

Das Doppelhaus mit der postalischen Adresse Am Kütertor 2/3 ist ein denkmalgeschütztes Gebäude in der Hansestadt Stralsund in der Straße Am Kütertor.
Das zweigeschossige Doppelhaus mit insgesamt acht Achsen ist als Putzbau mit Mansarddach angelegt. Das Haus Nr. 2, das an der Ecke zum Knieperwall steht, wurde im 18. Jahrhundert, das Haus Nr. 3 im Jahr 1934 errichtet.
Die Bauten liegen im Kerngebiet des von der UNESCO als Weltkulturerbe anerkannten Stadtgebietes des Kulturgutes „Historische Altstädte Stralsund und Wismar“ und sind in die Liste der Baudenkmale in Stralsund eingetragen.